# Ilya Konovalov (athlétisme)
Pour les articles homonymes, voir Konovalov et Ilia Konovalov.
Ilya Valeryevich Konovalov (en russe : Илья Валерьевич Коновалов, Ilia Valerievitch Konovalov), né le 4 mars 1971 à Yefrosimovka, est un athlète russe spécialiste du lancer de marteau. Il a été suspendu deux ans, de février 2007 à février 2009, pour dopage.

## Carrière

### Palmarès
| Date | Compétition                | Lieu      | Résultat | Performance |
| ---- | -------------------------- | --------- | -------- | ----------- |
| 1997 | Universiade d'été          | Catane    | 3e       | 76,16 m     |
| 1998 | Goodwill Games             | Uniondale | 3e       | 77,10 m     |
| 2001 | Championnats du monde      | Edmonton  | 3e       | 80,27 m     |
| 2003 | Jeux mondiaux militaires   | Catane    | 3e       | 72,86 m     |
| 2006 | Coupe du monde des nations | Athènes   | 3e       | 77,14 m     |

### Records
| Épreuve           | Performance | Lieu  | Date         |
| ----------------- | ----------- | ----- | ------------ |
| Lancer de marteau | 82,28 m     | Toula | 10 août 2003 |